# Jacques Gaittet
Jules Fernand „Jacques“ Gaittet (* 15. August 1889 in Paris; † 7. Februar 1936 in Paris) war ein französischer Eishockeyspieler.

## Karriere
Jacques Gaittet nahm für die französische Eishockeynationalmannschaft an den Olympischen Sommerspielen 1920 in Antwerpen teil.